# Смутна, Катержина
Ка́тержина Сму́тна (чеш. Kateřina Smutná; род. 13 июня 1983, Яблонец-над-Нисоу, Северочешский край) — австрийская лыжница, участница Олимпийских игр в Ванкувере. Универсал одинаково успешно выступает и в спринте и в дистанционных гонках. До 2003 года выступала за Чехию, но после конфликта с тренером сборной сменила гражданство на австрийское.

## Карьера
В Кубке мира Смутна дебютировала в 2002 году, в январе 2007 года впервые попала в десятку лучших на этапе Кубка мира в спринте. Всего на сегодняшний момент имеет 7 попаданий в десятку лучших на этапах Кубка мира, 6 в спринте и 1 в дистанционных гонках. Лучшим достижением Смутны в общем итоговом зачёте Кубка мира является 24-е место в сезоне 2008-09.
На Олимпиаде-2010 в Ванкувере, приняла участие в трёх гонках: спринт — 11-е место, дуатлон 7,5+7,5 км — 29-е место, масс-старт на 30 км — 32-е место.
За свою карьеру участвовала в трёх чемпионатах мира, лучший результат 11-е место в спринте на чемпионате мира — 2007 в Саппоро.
Использует лыжи производства фирмы Fischer.